# Липнева колона
Липнева колона (фр. Colonne de Juillet) — монумент на площі Бастилії в 11-му окрузі Парижа, спочатку званий в народі юдейської колоною. Була побудована на згадку про «три славних дні» Липневої революції — 27, 28 та 29 липня 1830 року, коли був повалений король Карл X, і на трон піднявся "цивільний король " Луї-Філіп I. Всупереч поширеному уявленню, до революційних подій 1789 року — взяття Бастилії — колона не має жодного відношення.

## Проєкт
Ідея спорудити колону на новій площі, що утворилася після руйнування Бастилії, виникала ще в 1792 році. Бонапарт, тоді ще генерал, запропонував побудувати на цьому місці фонтан у вигляді колосального слона з вежею, і якийсь час тут справді стояла дерев'яна модель цього пам'ятника, увічнена Віктором Гюго в романі «Знедолені». Але тільки в 1833 році Луї-Філіп розпорядився спорудити меморіальну колону. Проєкт було виконано архітектором Жан-Антуаном Алавуаном ( Jean-Antoine Alavoine ), будівництвом і декоруванням займався Луї Дюк ( Louis Duc ). Круглий п'єдестал колони — нездійснений фонтан зі слоном. Урочисте відкриття Липневої колони відбулося в 1840 році.

## Опис
Колона з бронзи заввишки майже 80 метрів, має на вершині позолоченого "Генія свободи" роботи Огюста Дюмона, а біля основи — барельєфи Барі.
Внизу колони прикріплено меморіальну дошку:

На честь французьких громадян, зі зброєю в руках боролися на захист соціальних свобод в незабутні дні 27, 28, 29 липня 1830 року.
Оригінальний текст (фр.)
À la gloire des citoyens français qui s'armèrent et combattirent pour la défense des libertés publiques dans les mémorables journées des 27, 28, 29 juillet 1830

Золотими літерами на ній викарбувані імена парижан, які загинули під час боїв на вуличних барикадах у липні 1830 року.
В основі колони був влаштований склеп, у якому спочивають останки 504-х жертв Липневої революції 1830 року. До них додалося близько двохсот полеглих під час Революції 1848.

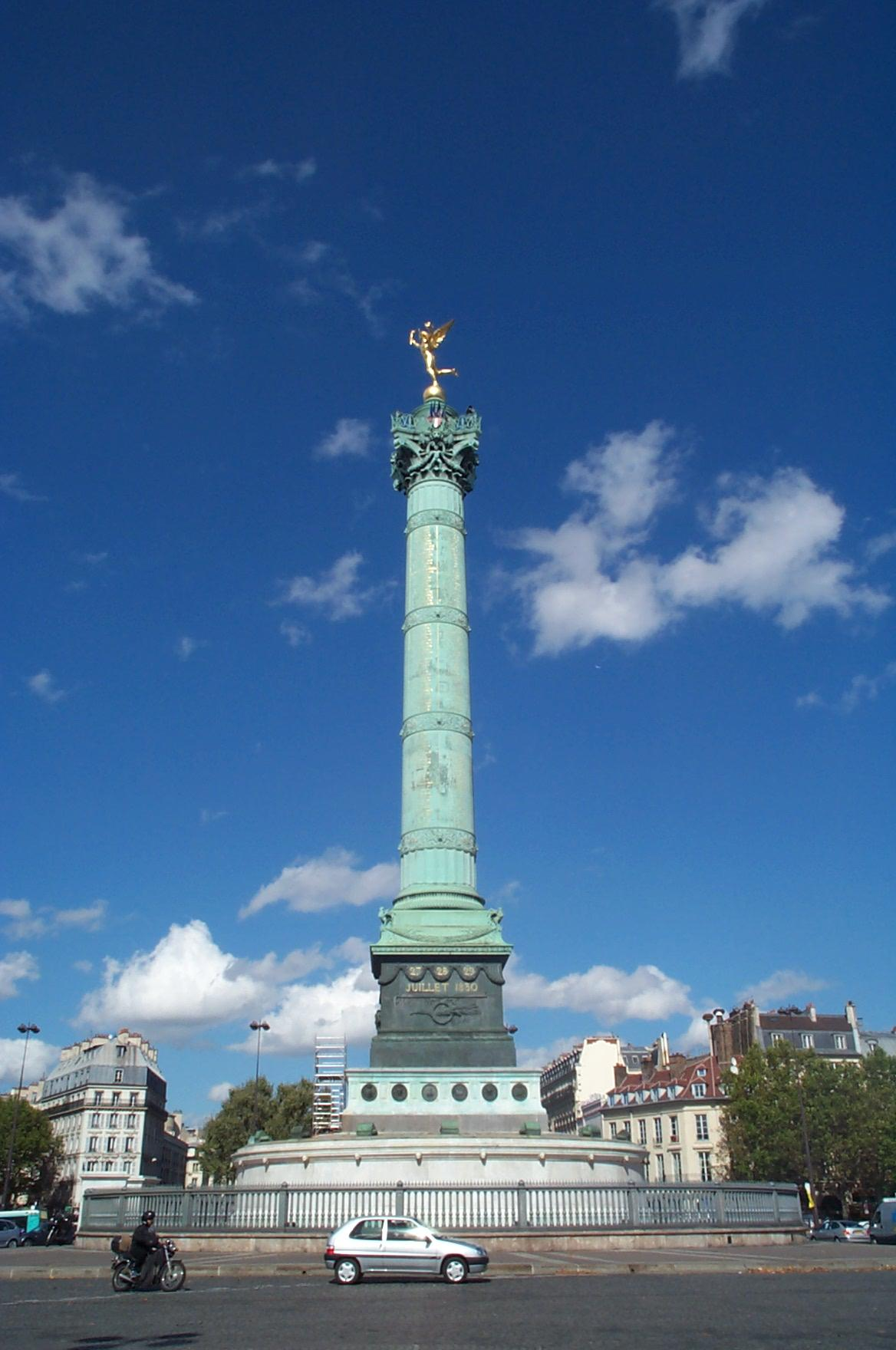
Липнева колона на площі Бастилії
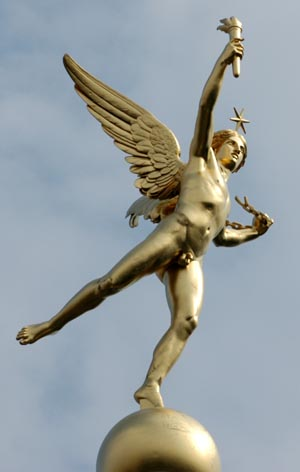
"Геній свободи"роботи Огюста Дюмона